# Jack’s Point
Jack’s Point – miasto w Nowej Zelandii, na Wyspie Południowej, w regionie Otago.